# Ronald Archie Nussbaum
Ronald Archie Nussbaum, född 9 februari 1942 i Rupert, Idaho, är en amerikansk herpetolog. Hans forskningsområden inkluderar evolutionär biologi och ekologi hos amfibier och reptiler, samt systematik rörande maskgroddjur och stjärtgroddjur. Han är även professor emeritus vid University of Michigan.